# كارابينييري
كارابنييري (بالإيطالية: L`Arma dei Carabinieri)‏ أو قوات الدرك الوطني الإيطالية، و تقوم بمهام الشرطة بين العسكريين والمدنيين. الكارابنييري حالياً فرع من القوات المسلحة (جنباً إلى جنب مع الجيش والبحرية والقوات الجوية)، مما أنهى دورها الطويل القديم كسلك أول في الجيش الإيطالي.

## معرض صور

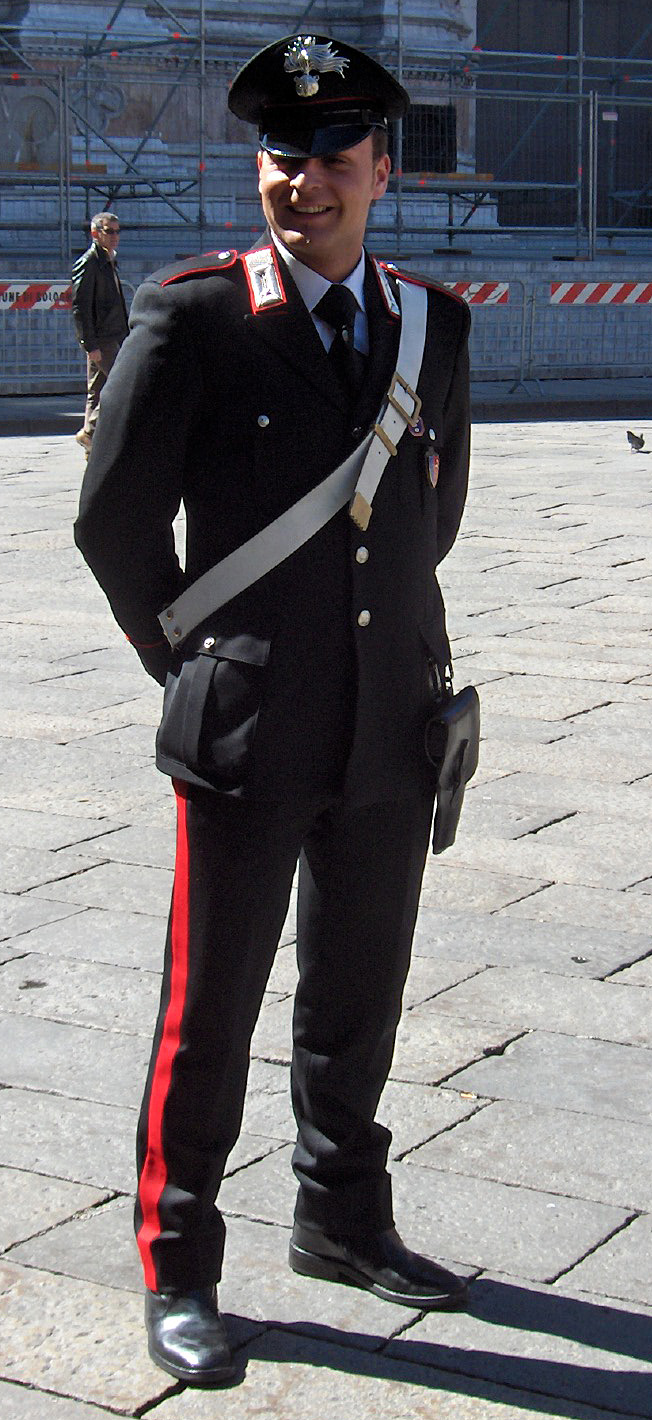
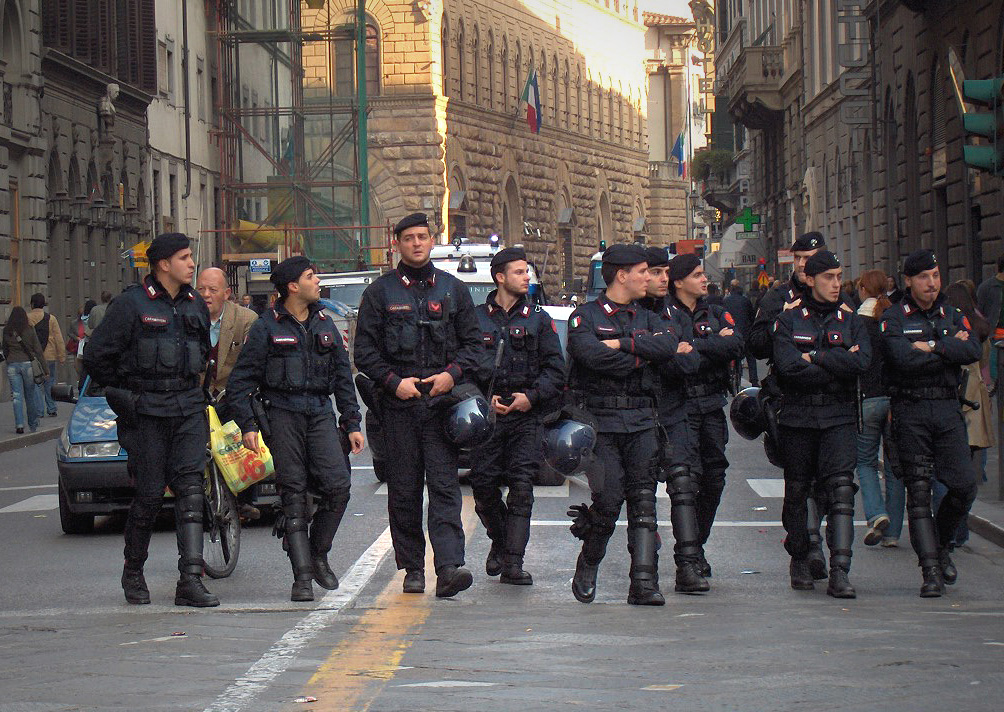
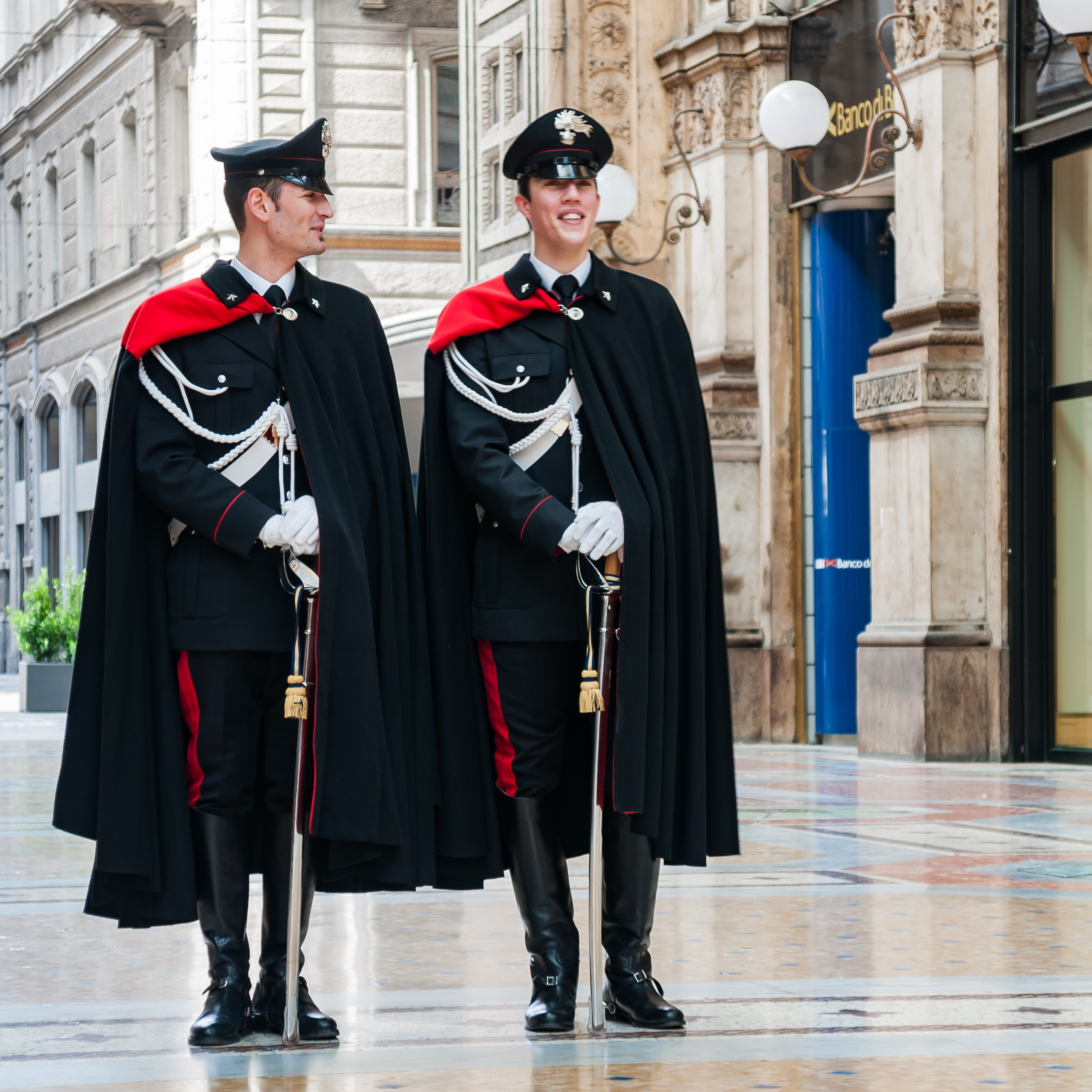
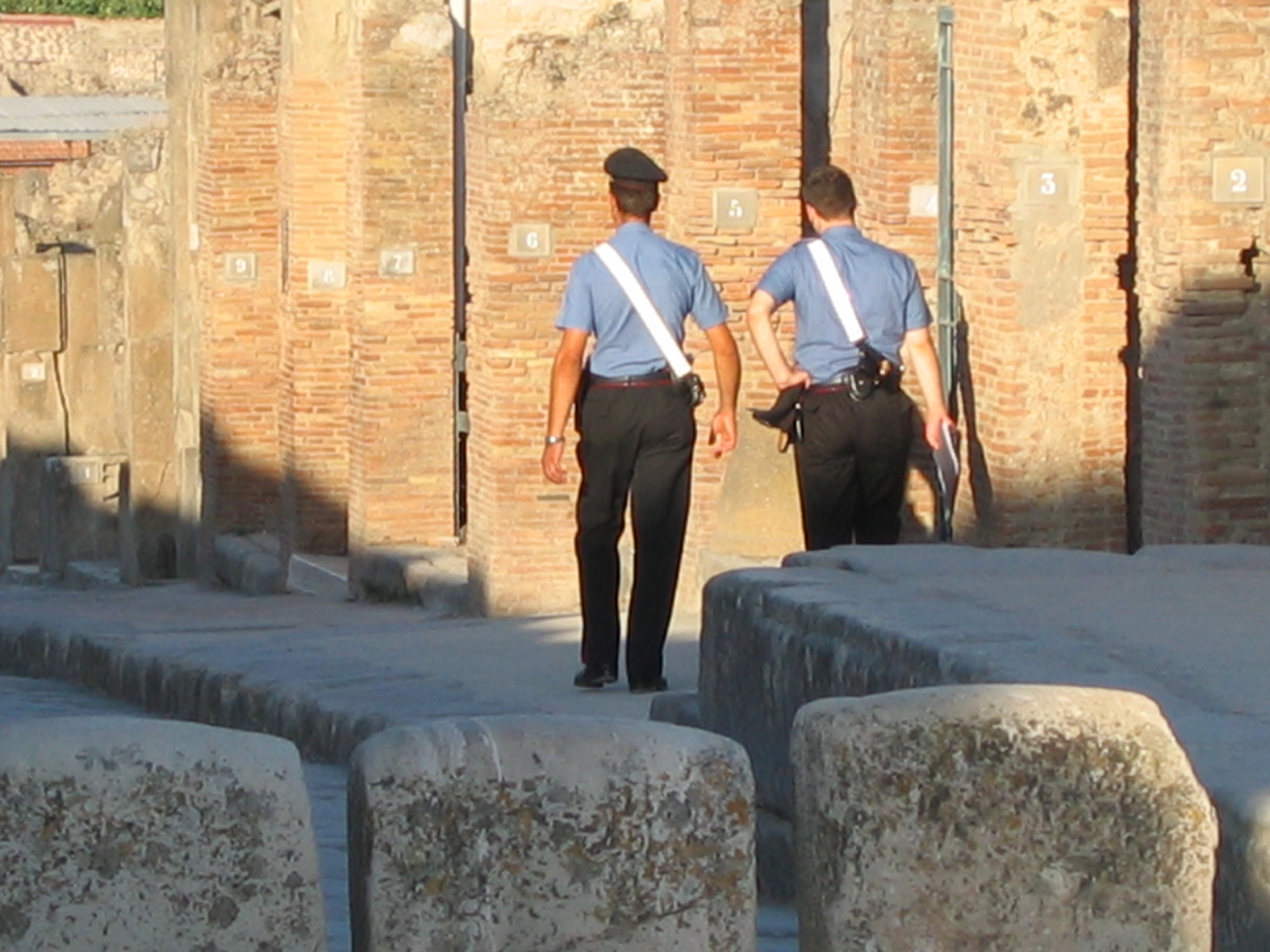